# Noah Lyles
Noah Lyles (Gainesville Florida, 18 juli 1997) is een Amerikaans atleet, die is gespecialiseerd in de sprintnummers. In 2019 werd hij op zowel de individuele 200 m als op de 4 × 100 m estafette wereldkampioen. Hij nam tweemaal deel aan de Olympische Spelen en veroverde bij die gelegenheden eenmaal een gouden en tweemaal een bronzen medaille. In 2022 veroverde hij net zoals in 2019 de wereldtitel op de 200 m en werd zo de derde snelste man ooit op dit onderdeel. Een jaar later deed hij het nog beter door op de WK in Boedapest voor het eerst de koninklijke dubbel te pakken door zowel goud op de 100 m als op de 200 m te veroveren. Bovendien behaalde hij een derde gouden plak op de 4 × 100 m estafette.

## Loopbaan

### Junior
Lyles deed aanvankelijk aan turnen, voordat hij op twaalfjarige leeftijd overstapte naar de atletieksport. Dat was niet zo verbazingwekkend, aangezien zijn ouders in hun studententijd eveneens aan atletiek hadden gedaan. Hij concentreerde zich in die begintijd weliswaar op de sprintafstanden, maar bleek daarnaast ook goed te kunnen hoogspringen.
In 2014, op zeventienjarige leeftijd, vertegenwoordigde hij de Verenigde Staten op de Olympische Jeugdzomerspelen in Nanking, waar hij een gouden medaille won op de 200 m. Het jaar daarop sprong hij al in januari als highschool-junior over de hoogte van 2,03 m, wat hem aan het eind van het jaar de door Track & Field News uitgeroepen onderscheiding 'high school jeugdatleet van het jaar' opleverde. Voor het overige stond dat jaar geheel in het teken van de sprint. Want op de Pan-Amerikaanse U20-kampioenschappen, aan het eind van het zomerseizoen in het Canadese Edmonton, veroverde de jonge Amerikaan goud op de 200 m, zijn eerste titel van enige importantie, en zilver op de 100 m.       
Nadat hij in 2016 op de Amerikaanse U20-kampioenschappen eerst de nationale titel op de 100 m had veroverd, won Lyles vervolgens tweemaal goud op de 100 m en de 4 x 100 m estafette tijdens de wereldkampioenschappen voor U20-junioren in Bydgoszcz, Polen.

### Tweemaal goud op WK 2019
In 2019 werd Lyles tweemaal kampioen op de WK in Doha. Individueel was hij de snelste op de 200 m met een tijd van 19,83 s, voor Andre De Grasse en Álex Quiñónez. Samen met Christian Coleman, Justin Gatlin en Mike Rodgers won hij daarna ook de finale van de 4 × 100 m estafette.
Lyles heeft persoonlijke records staan van 9,86 op de 100 m en 19,50 op de 200 m. Bovendien is hij houder van het wereldindoorrecord op de 300 m met een tijd van 31,87, dat hij vestigde op de Amerikaanse indoorkampioenschappen in 2017.

### Zilver op OS 2020
In 2021 maakte Lyles zijn olympisch debuut tijdens de 200 m op de uitgestelde Olympische Spelen van 2020 in Tokio. In de finale was hij in een tijd van 19,74 net iets trager dan de Canadees Andre De Grasse en zijn landgenoot Kenneth Bednarek en mocht hij de bronzen medaille mee naar huis nemen. 

### Goud en zilver op WK 2022
In 2022 won Noah Lyles al zijn wedstrijden, waaronder op de WK in Eugene de 200 m. Met een Amerikaans record van 19,31 verbeterde hij het 26 jaar oude record van Michael Johnson en stond hij daarmee derde op de aller tijden lijst. Het podium bestond uit de Amerikanen Kenneth Bednarek en de 18-jarige Erriyon Knighton. Verder verloor Lyles als tweede loper op de 4 × 100 m in Eugene van het Canadese team en restte er voor het Amerikaanse team een zilveren medaille. In dit seizoen liep Lyles al zijn twaalf 200 m-wedstrijden onder de 20 seconden, iets wat nog nooit door iemand was gepresteerd, zelfs door Usain Bolt niet. 

### Driemaal goud op WK 2023
In 2023 begon Lyles het indoorseizoen met een 60 metertijd van 6,51, waarmee hij van Trayvon Bromell won, een 100 meterloper die bekend staat om zijn snelle start. Op de sociale media kondigde Lyles vervolgens aan, dat hij de WK in Boedapest wilde verlaten met drie gouden medailles en een tijd van 9,65 op de 100 en 19,10 op de 200 m (een wereldrecord!). De 100 m is een afstand waarop hij nog nooit een nationale of internationale titel had gewonnen, dus was het gedurfd om de tweede snelste tijd aller tijden te voorspellen. In Boedapest won hij de 100 m in een tijd van 9,83, de 200 m in 19,52 en de 4 × 100 m in 37,38. Driemaal goud weliswaar, maar niet in de voorspelde tijden. Als Christian Coleman bij de start van de 100 m finale niet was gestruikeld, zou het voor Lyles zelfs een lastige opgave zijn geweest om die 100 m te winnen.

### Zilver op WK indoor 2024
Begin 2024 versloeg Lyles tijdens de Amerikaanse indoorkampioenschappen in het hooggelegen Albuquerque wereldrecordhouder op de 60 m Christian Coleman. Hun tijden: 6,43 om 6,44. Dit gaf Lyles zoveel vertrouwen, dat hij met hoge verwachtingen naar de WK indoor in Glasgow afreisde, vast van plan om een volgende titel aan zijn reeds indrukwekkende palmares toe te voegen. Coleman was echter niet voor niets al sinds 2018 met 6,34 wereldrecordhouder op de 60 m. Die liet zich in Glasgow niet zomaar de kaas van het brood eten. Lyles liep in de finale al direct bij de start een kleine achterstand op Coleman op, die hij in het vervolg van de race niet meer goed kon maken. Coleman, die de wereldindoortitel op de 60 m in 2018 al eerder had veroverd, zegevierde opnieuw. Met zijn 6,41 bleef hij Lyles 0,03 seconden voor, die op zijn beurt de Jamaicaan Ackeem Blake weer 0,02 seconden te snel afwas.

## Titels
- Olympisch kampioen 100 m - 2024
- Wereldkampioen 100 m - 2023
- Wereldkampioen 200 m - 2019, 2022, 2023
- Wereldkampioen 4 x 100 m - 2019, 2023
- Amerikaans kampioen 100 m - 2018, 2024
- Amerikaans kampioen 200 m - 2019, 2021, 2022, 2024
- Amerikaans indoorkampioen 60 m - 2024
- Amerikaans indoorkampioen 300 m - 2017
- Wereldkampioen U20 100 m - 2016
- Wereldkampioen U20 4 x 100 m - 2016
- Pan-Amerikaans kampioen U20 200 m - 2015
- Olympisch jeugdkampioen 200 m - 2014

## Persoonlijke records
Outdoor
| Onderdeel    | Prestatie              | Datum           | Plaats      |
| ------------ | ---------------------- | --------------- | ----------- |
| 100 m        | 9,79 s (0.0 m/s)       | 4 augustus 2024 | Parijs      |
| 200 m        | 19,31 s (+0,4 m/s)(NR) | 21 juli 2022    | Eugene      |
| 400 m        | 47,04 s                | 23 april 2016   | Forestville |
| hoogspringen | 2,02 m                 | 28 juni 2012    | Charlotte   |

Indoor
| Onderdeel    | Prestatie       | Datum            | Plaats      |
| ------------ | --------------- | ---------------- | ----------- |
| 55 m         | 6,24 s          | 27 februari 2016 | Hampton     |
| 60 m         | 6,43 s          | 17 februari 2024 | Albuquerque |
| 200 m        | 20,63 s         | 13 maart 2016    | New York    |
| 300 m        | 31,87 s (ex-WB) | 4 maart 2017     | Albuquerque |
| hoogspringen | 2,03 m          | 31 januari 2015  | Blacksburg  |

## Palmares

### 60 m
- 2024:  Amerikaanse indoorkamp. - 6,43 s
- 2024:  WK indoor - 6,44 s

### 100 m
- 2015:  Pan-Amerikaanse kamp. U20 te Edmonton - 10,18 s
- 2016:  WK U20 te Bydgoszcz - 10,17 s
- 2018:  Amerikaanse kamp. - 9,88 s
- 2023:  WK - 9,83 s
- 2024:  Amerikaanse kamp. - 9,83 s
- 2024:  OS - 9,79 s

### 200 m
- 2014:  Olympische Jeugdzomerspelen - 20,80 s
- 2015:  Pan-Amerikaanse kamp. U20 - 20,27 s
- 2019:  Amerikaanse kamp. - 19,78 s
- 2019:  WK - 19,83 s
- 2021:  Amerikaanse kamp. - 19,74 s
- 2021:  OS - 19,74 s
- 2022:  Amerikaanse kamp. - 19,67 s
- 2022:  WK - 19,31 s
- 2023:  WK - 19,52 s
- 2024:  Amerikaanse kamp. - 19,53 s
- 2024:  OS - 19,70 s

### 300 m
- 2017:  Amerikaanse indoorkamp. - 31,87 s

### 4 x 100 m
- 2016:  WK U20 - 38,93 s
- 2019:  WK - 37,10 s
- 2019:  IAAF World Relays - 38,07 s
- 2022:  WK - 37,55 s
- 2023:  WK - 37,38 s
- 2024:  World Athletics Relays - 37,40 s

### 4 x 200 m
- 2017:  IAAF World Relays - 1.19,88 s

### 4 × 400 m
- 2024:  WK indoor - 3.02,60

### Golden en Diamond League-podiumplekken
100 m
- 2018:  Meeting International Mohammed VI d'Athlétisme de Rabat - 9,99 s
- 2018:  Müller Grand Prix Birmingham - 9,98 s
- 2019:  Shanghai Golden Grand Prix - 9,86 s
- 2019:  Herculis - 9,92 s
- 2019:  Weltklasse Zürich - 9,98 s
- 2019:   Diamond League
- 2022: 4e Prefontaine Classic - 10,05 s
- 2023:  Meeting de Paris - 9,97 s
- 2023:  Prefontaine Classic/Finale Diamond League - 9,85 s
- 2024:  London Athletics Meet - 9,81 s

200 m
- 2017:  Shanghai Golden Grand Prix - 19,90 s
- 2017:  Memorial Van Damme - 20,00 s
- 2017:   Diamond League
- 2018:  Qatar Athletic Super Grand Prix - 19,83 s
- 2018:  Prefontaine Classic - 19,69 s
- 2018:  Athletissima - 19,69 s
- 2018:  Herculis - 19,65 s
- 2018:  Weltklasse Zürich - 19,67 s
- 2018:   Diamond League
- 2019:  Golden Gala - 19,72 s
- 2019:  Athletissima - 19,50 s
- 2019:  Meeting de Paris - 19,65 s
- 2019:  Memorial Van Damme - 19,74 s
- 2019:   Diamond League
- 2020:  Herculis - 19,76 s
- 2021:  Prefontaine Classic - 19,52 s
- 2022:  Qatar Athletic Super Grand Prix - 19,72 s
- 2022:  Herculis - 19,46 s
- 2022:  Athletissima - 19,56 s
- 2022:  Weltklasse Zürich - 19,52 s
- 2022:   Diamond League
- 2023:  London Grand Prix - 19,47 s
- 2023:  Weltklasse Zürich - 19,80 s
- 2025:  Herculis - 19,88 s (-0,8 m/s)

## Onderscheidingen
- Wereldatleet van het jaar (baanonderdelen) - 2023

|}

1896: Thomas Burke ·
1900: Francis Jarvis ·
1904: Archie Hahn ·
1908: Reggie Walker ·
1912: Ralph Craig ·
1920: Charley Paddock ·
1924: Harold Abrahams ·
1928: Percy Williams ·
1932: Eddie Tolan ·
1936: Jesse Owens ·
1948: Harrison Dillard ·
1952: Lindy Remigino ·
1956: Bobby Morrow ·
1960: Armin Hary ·
1964: Bob Hayes ·
1968: Jim Hines ·
1972: Valeri Borzov ·
1976: Hasely Crawford ·
1980: Allan Wells ·
1984: Carl Lewis ·
1988: Carl Lewis ·
1992: Linford Christie ·
1996: Donovan Bailey ·
2000: Maurice Green ·
2004: Justin Gatlin ·
2008: Usain Bolt ·
2012: Usain Bolt ·
2016: Usain Bolt ·
2020: Marcell Jacobs ·
2024: Noah Lyles
1983 Carl Lewis ·
1987 Carl Lewis ·
1991 Carl Lewis ·
1993 Linford Christie ·
1995 Donovan Bailey ·
1997 Maurice Greene ·
1999 Maurice Greene ·
2001 Maurice Greene ·
2003 Kim Collins ·
2005 Justin Gatlin ·
2007 Tyson Gay ·
2009 Usain Bolt ·
2011 Yohan Blake ·
2013 Usain Bolt ·
2015 Usain Bolt ·
2017 Justin Gatlin ·
2019 Christian Coleman · 
2022 Fred Kerley · 
2023 Noah Lyles
1983 Calvin Smith ·
1987 Calvin Smith ·
1991 Michael Johnson ·
1993 Frankie Fredericks ·
1995 Michael Johnson ·
1997 Ato Boldon ·
1999 Maurice Greene ·
2001 Konstantinos Kenteris ·
2003 John Capel ·
2005 Justin Gatlin ·
2007 Tyson Gay ·
2009 Usain Bolt ·
2011 Usain Bolt ·
2013 Usain Bolt ·
2015 Usain Bolt ·
2017 Ramil Goelijev ·
2019 Noah Lyles ·
2022 Noah Lyles ·
2023 Noah Lyles
1983 King, Gault, Smith, Lewis ·
1987 McRae, McNeill, Glance, Lewis ·
1991 Cason, Burrell, Mitchell, Lewis ·
1993 Drummond, Cason, Mitchell, Burrell ·
1995 Esmie, Gilbert, Surin, Bailey ·
1997 Esmie, Gilbert, Surin, Bailey ·
1999 Drummond, Montgomery, Lewis, Greene ·
2001 Nagel, du Plessis, Newton, Quinn ·
2003 Capel, Williams, Patton, Johnson ·
2005 Doucouré, Pognon, De Lépine, Dovy ·
2007 Patton, Spearmon, Gay, Dixon ·
2009 Mullings, Frater, Bolt, Powell ·
2011 Carter, Frater, Blake, Bolt ·
2013 Carter, Bailey-Cole, Ashmeade, Bolt ·
2015 Carter, Powell, Ashmeade, Bolt ·
2017 Ujah, Gemili, Talbot, Mitchell-Blake ·
2019 Coleman, Gatlin, Rodgers, Lyles ·
2022 Brown, Blake, Rodney, De Grasse ·
2023 Coleman, Kerley, Carnes, Lyles